# Kopacivka, Bohorodceanî
Kopacivka (în ucraineană Копачівка) este un sat în comuna Hraboveț din raionul Bohorodceanî, regiunea Ivano-Frankivsk, Ucraina.

## Demografie
Componența lingvistică a localității Kopacivka
     Ucraineană (100%)
Conform recensământului din 2001, toată populația localității Kopacivka era vorbitoare de ucraineană (100%).